# Gunārs Ansiņš
Gunārs Ansiņš (ur. 8 grudnia 1970 w Lipawie) – łotewski samorządowiec, od 2021 roku mer Lipawy.

## Biografia
W 1993 roku uzyskał licencjat z pedagogiki (kształcenie podstawowe) na Lipawskiej Akademii Pedagogicznej, rok później uzyskał tytuł magistra w naukach środowiskowych oraz zarządzaniu na Uniwersytecie Łotwy. Studiował także na Lipawskiej Akademii Pedagogicznej oraz na Wolnym Uniwersytecie Berlińskim.
Od 1994 do 1997 roku pracował jako kierownik Wydziału Ochrony Środowiska Urzędu Miasta Lipawy. Przez następny rok pracował jako kierownik Wydziału Spraw Zagranicznych.
W 2004 roku został członkiem zarządu Związku Miast Bałtyckich. Od 2005 roku był wiceprzewodniczącym Rady Miasta, stanowisko to pełnił do 2021 roku. W 2009 roku został członkiem zarządu Specjalnej Strefy Ekonomicznej w Lipawie. Od 1 lipca 2021 roku pełni funkcję mera Lipawy oraz przewodniczącego tamtejszej Rady Miejskiej.
Jest zastępcą członka w Komitecie Regionów, a także ambasadorem Europejskiego Paktu na rzecz Klimatu. Jest wiceprzewodniczącym Partii Lipawskiej.